# Slaveri inom islam

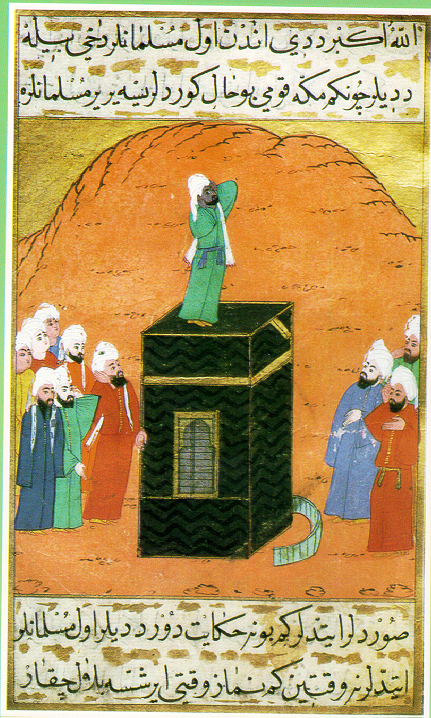
Bilal.

Slaveri har varit föremål för många olika tolkningar inom islam som religion, vilket har påverkat praktiken av slaveri inom den muslimska världen. Lagarna kring slaveri och slavhandel har reglerats av islamisk lag, vilket innebär att de har haft gemensamma drag i alla muslimska stater.
Ämnet förekommer extensivt inom både koranen och Hadith. Tidig islam reglerade och begränsade slaveriet, då sharia förbjöd muslimer att förslava andra muslimer eller medborgare i ett muslimskt land (oavsett religion), och begränsade slaveri till icke-muslimer (kafir) från icke muslimska länder, dar al-harb, (eller barn av två sådana slavar).
Enligt islam ska muslimer uppfatta islam som en universell religion och den rätta lagen för hela mänskligheten. Dock tillåts andra (monoteistiska) religioner utöva sin religion på villkor att de accepterar islamisk överhöghet och blir dhimmi. 
Muslimer förväntas sprida sharia och islams överhöghet genom ständig jihad mot dar al-harb, med vilken dar al-Islam per definition alltid befinner sig i ett tillstånd av krig med. Det första stadiet av detta krig är dawah (fredlig mission genom övertalning); det andra steget är direkt krigföring genom våld tills motståndaren underkastar sig och blir dhimmi. 
En kafir som inte underkastar sig islam genom att antingen konvertera eller bli dhimmi, kan som alternativ till att dödas tas som slav. Detta uppfattas som ett alternativ till mission, eftersom slavar som regel konverterade till islam, bland annat då det gav dem en möjlighet till friges.  
Historiskt har dar al-harb, ett icke-muslimskt land utan fredsavtal med ett muslimskt land, tjänat som ett land där muslimer har hämtat sina slavar, eftersom muslimer per definition alltid anses befinna sig i krig med icke-muslimer om det inte finns avtal som säger annat, och icke-muslimer i krig enligt islamisk lag om slaveri i islam ses som legitima att tas som slavar av muslimer. En person från dar al-harb kunde därmed inte riskfritt röra sig i ett muslimskt land utan speciellt tillstånd. 
Slaveriet i den muslimska världen avskaffades inte förrän under 1900-talet, under påtryckningar från Västvärlden. Efter förbudet omtolkades islamiska texter och slaveri började sägas vara förbjudet enligt islam. Även efter det formella förbudet av slaveri, har institutionen dock varit en komplicerad fråga inom islamisk doktrin, eftersom det som enligt religionen är halal inte kan göras till haram av en mänsklig lag. En konsekvens är att slaveri fortfarande anses vara legitimt av många islamistiska grupper, vilket har lett till slaveri under 2000-talets islamiststyre.